# カニエ・ウェスト (ボツワナの選挙区)

カニエ・ウェスト

カニエ・ウェスト（Kanye West）は、ボツワナのサザン地区にある国民議会の選挙区の一つである。カニエは、このサザン地区の州都にあたる。
カニエ・ウェストは、もともと約4万人の人口を抱える約1,500キロ平方メートルの選挙区であったカニエ・サウスの解体によって生まれた。カニエ・サウスの住民にとっては交通インフラが貧弱なために地区内を移動するのが困難であり、大規模な村落が優遇されているという意見があった。改革案としては以下の4つが検討されていた。１）カニエ・サウスの区域を変更する、２）カニエ・ノースとカニエ・サウスを3つの選挙区に再編する、３）カニエサウスの区域を拡大しつつ追って分割する、４）カニエ・サウスの名称をヌグワケツ(Ngwaketse)に改称する。そして選挙区策定委員会（Delimitation Commission）は１）を採用してカニエ・サウスの区域を変更し、さらにカニエ・ウェストに改称した。